# Tchoulymes
Cet article concerne le peuple tchoulym. Pour les autres significations, voir Tchoulym.
Les Tchoulymes, Tchoulyms, ou Tatars du Tchoulym (endonyme: Сыбырлар, Sıbırlar) sont un peuple turcique de Sibérie, vivant en Fédération de Russie dans l'Oblast de Tomsk et le krai de Krasnoïarsk. En 2021, il reste 382 Tchoulymes en Russie. Leur nom vient du fait qu'ils vivent dans la région de la rivière Tchoulym.
Ce peuple conserve des pratiques chamaniques et la culture du miel occupe une place importante dans sa culture. Ils pratiquent également les chants de gorge, et un de leurs instruments de musique traditionnel est la guimbarde.
Le groupe de musique Otyken, composé en bonne partie de membres de cette ethnie, compte plusieurs centaines de milliers d'abonnés sur les réseaux sociaux. Ce groupe chante une partie de ses chansons en tchoulym. Son nom est d'ailleurs un mot de cette langue désignant un espace sacré où les guerriers se réunissaient sans leurs armes pour discuter. Dans ses paroles, clips, et de manière générale, ce groupe s'efforce de faire vivre et de mettre en valeur les cultures autochtones sibériennes et notamment tchoulymes., 

## Histoire
Lorsque la Grande-Principauté de Moscou commence à s'étendre vers la Sibérie au 16ème siècle, le Tsar Ivan le Terrible envoie Ermak Timofeïévitch conquérir le Khanat de SIbir. Cela entraîne l'émigration vers l'est de différents groupes turciques (des Téléoutes, Ienisseï kirghize et des tatars de Tobolsk) qui vivaient autrefois le long des cours moyen et inférieur de la rivière Tchoulym,.
Au XVIe siècle, les Russes conquirent les Tchoulymes et leurs terres furent colonisées. En 1720, les Tchoulymes furent convertis de force au christianisme. L’élevage des rennes n’est plus signalé chez les Tchoulymes depuis XVIIe siècle. Au début du XIXe siècle, les Tchoulymes furent mandatés par un décret des autorités russes pour augmenter leur productivité, ce qui les priva encore davantage de leurs droits car ils étaient déjà grevés de lourdes taxes. Sous le régime soviétique, les Tchoulymes ont été contraints de renoncer à leur mode de vie de chasseurs cueilleurs nomades, d'adopter un mode de vie sédentaire et une agriculture collectiviste.

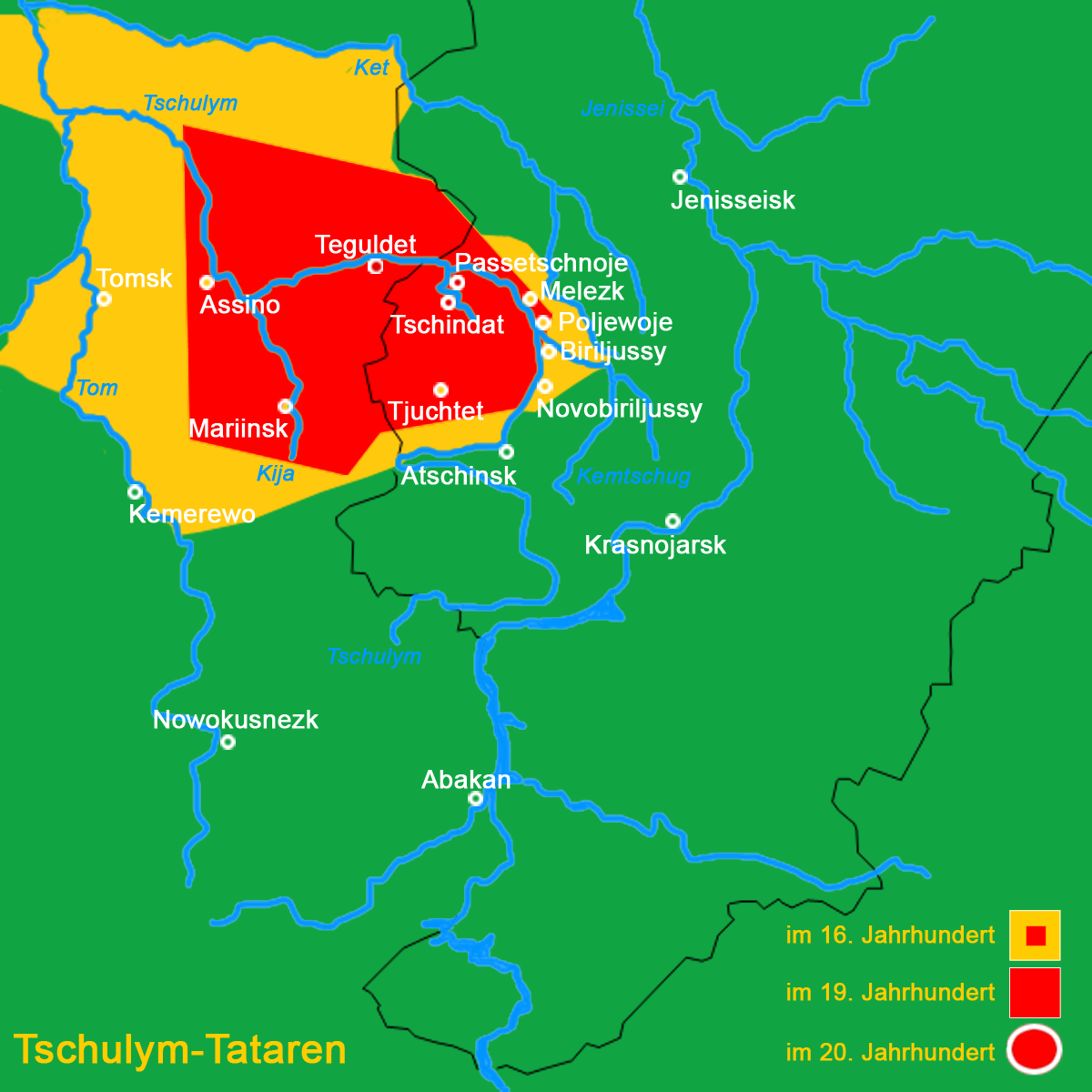
Répartition géographiques des Tchoulymes aux XVIe, XIXe et XXe siècles